# Djamel Tatah

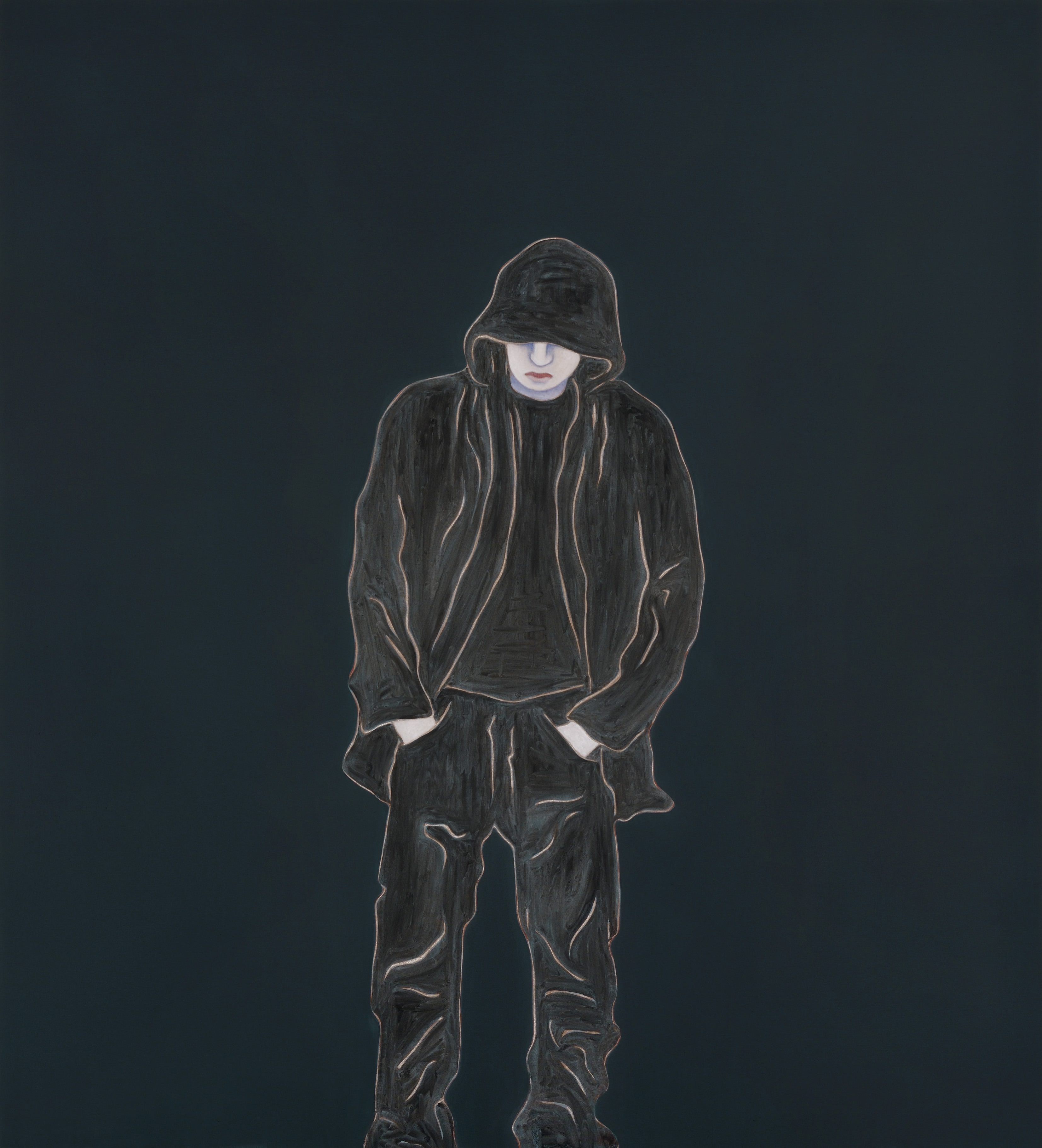
Sans titre 2016, huile et cire sur toile, 220 x 200 cm

Djamel Tatah, né le 28 juin 1959 à Saint-Chamond (Loire), est un artiste contemporain franco-algérien.

## Biographie
Né de parents algériens, Djamel Tatah fait ses études à l’École supérieure d'art et design Saint-Étienne de 1981 à 1986. Au cours de son séjour à Marseille entre 1989 et 1995, il définit l’essentiel de son dispositif de création et s’engage dans la réalisation de grands formats et de polyptyques.
Il réalise sa première exposition personnelle à la galerie Liliane et Michel Durand-Dessert à Paris en 1999. Depuis, il présente ses œuvres en France et à l’étranger, notamment Djamel au musée Matisse à Nice (2024), musée Fabre à Montpellier (2022-2023), au museum Berggruen à Berlin (Allemagne 2021), à la Collection Lambert en Avignon (2017-2018), au musée d’Art moderne et contemporain à Saint-Etienne (2014), à la Fondation Maeght à Saint-Paul (2014), au musée public d'Art moderne et contemporain à Alger (Algérie 2013), au Château de Chambord (2011), à la Villa Medicis à Rome (Italie 2010), au musée d’Art moderne et contemporain Nice (2009), au musée des Beaux-arts de Nantes (2008), au Guangdong Museum of Art à Canton (Chine 2005), au Centro de Artes à Salamanque (Espagne 2002).
Certaines de ses œuvres appartiennent à d’importantes collections dont Barjeel Art Foundation (Sharjah, EAU), Bristish Museum (Londres, UK), Fondation Maeght (Saint-Paul, France), Macaal (Marrakech, Maroc), musée d'Art moderne (Paris, France), musée d’Art moderne et contemporain (Strasbourg, France), musée d’Art moderne et contemporain (Saint-Étienne, France), musée Fabre (Montpellier, France), Musée national d’Art moderne et contemporain, Centre de création industrielle, Paris (Paris, France).
Djamel Tatah a enseigné à l'École nationale supérieure des Beaux-arts de Paris de 2008 à 2023.

## Expositions individuelles et collectives (sélection)
- 2024 - 2025 
  - Tatah - Matisse , musée Matisse, Nice
  - Copistes, Centre Pompidou Metz
  - Saint François debout momifié de Francisco de Zurbarán. Icône du Siècle d'Or espagnol, Musée des Beaux-Arts, Lyon
  - Chaque vie est une histoire, Musée de l'histoire de l'immigration, Palais de la porte Dorée, Paris
  - Parade, une scène française. Collection Laurent Dumas, MO.CO Montpellier contemporain, Montpellier
  - Exils, regards d'artistes, Louvre Lens
  - La Répétition, œuvres phares du Centre Pompidou, Centre Pompidou-Metz
  - Figures seules, Lee Ufan Arles
- 2021-2022
  -  Djamel Tatah. Le théâtre du silence », musée Fabre, Montpellier
  - Double Je. Donation Durand-Dessert & MAMC+ collections , musée d’Art moderne et contemporain de Saint-Etienne Métropole[2]
  - Picasso & les femmes d’Alger , musée Berggruen, Berlin[3]

- 2019 - 2020 : 
  - En attendant Omar Gatlato, Wallach Art Gallery, université Columbia, New York[4].
  - Djamel Tatah , chapelle Saint-Martin-des-Champs, musée des Arts et Métiers, Paris
- 2017 - 2018 : 
  - Djamel Tatah. Échos avec des dessins et peintures classiques et les monochromes de la Collection Lambert[5], collection Lambert, Avignon
- 2015 :
  - Walls and Margins , Barjeel Art Foundation Sharjah[6]
  - Centre Pompidou, Malaga, Espagne[7]
- 2014 : 
  - Inhabiting the world , Biennale de Busan, Corée
  - Djamel Tatah [8], musée d'Art moderne, Saint-Étienne
  - Monographie Djamel Tatah , fondation Maeght, Saint-Paul-de-Vence[1]
  - Avec et sans peinture , Mac/Val, Vitry-sur-Seine[9]
- 2013 : 
  - Monographie Djamel Tatah , musée public national d’Art moderne et contemporain d’Alger, Alger
  - Mirages d'Orient , collection Lambert, Avignon
  - Ici, ailleurs , friche de la Belle de mai, Marseille
- 2011 :
  - Djamel Tatah , château de Chambord, Chambord
  - J'ai deux amours , musée de l’Histoire de l’immigration. Palais de la porte dorée[10]
- 2010 : 
  - I Mutanti , villa Médicis, Rome
  - Djamel Tatah , centre d'art contemporain du Creux de l'enfer, Thiers

## Publications (sélection)
- É. de Chassey, Henri Matisse et Djamel Tatah : une réunion sans titre, musée Matisse (cat.), Nice, 2024
- F.R. Martin, Éléments pour une chronique puis une histoire, École nationale supérieure des Beaux-arts de Paris, 2024
- E. Verhagen, Hybride, musée Fabre (cat.), Montpellier, 2024
- M. Marron-Wojewodzki, Des témoins du théâtre du monde, musée Fabre (cat.), Montpellier, 2024
- G. Montua, L'humain d'abord, musée Fabre (cat.), Montpellier, 2024
- É.Mezil, Epiphanie du crépuscule, collection Lambert (cat.), Avignon, 2016
- É. de Chassey, Lectures abstraites de Djamel Tatah, collection Lambert (cat.), Avignon, 2016
- D. Cohn, Des tableaux et des hommes, collection Lambert (cat.), Avignon, 2016
- M. Peppiatt, Djamel Tatah : une introduction, Ben Brown Fine Arts (cat.), Londres, 2015
- S. Eigner, Art of the Middle East. Modern and contemporary art of the arab world and Iran, éd. Merrell, 2015
- F.R. Martin, L'Histoire de l'art vécue. Djamel Tatah dans ses œuvres, musée d'Art moderne de St-Etienne (cat.), 2014
- É. de Chassey, Les tableaux de Djamel Tatah : une histoire, fondation Marguerite & Aimé Maeght (cat.), Nice, 2014
- O. Kaeppelin, Silence et solitude, fondation Marguerite & Aimé Maeght (cat.), Nice, 2014
- G. Maldonado, L’importance d’être au monde : les figurations de Djamel Tatah, château de Chambord (cat.), Chambord, 2011
- É. de Chassey, Fragments sur l'identité, exposition I Mutanti, Villa Medicis (cat.), Rome, 2010
- Philippe Dagen, Les corps des pensées, MAMAC (cat.), Nice, 2009